# 宋文杰
宋文杰（1991年1月15日—），是一名中国足球运动员，现效力于中国足球超级联赛球队广州城。

## 俱乐部生涯
宋文杰出身自中甲球队青岛海利丰青训。2010年初，青岛海利丰在中国足坛反腐风暴中被揭发打假球而被取消联赛注册资格，宋文杰前往同城球队青岛中能试训并得到留队机会。
2010赛季的夏季转会窗时，宋文杰被提升进入青岛中能一线队。2010年10月31日，宋文杰在青岛中能客场挑战上海申花的保级关键战中替补出场，上演职业生涯的处子秀。他帮助青岛中能在这场比赛中0比0逼平对手。2011赛季，在球队新主帅张外龙麾下，宋文杰得到更多的出场机会。2011年4月23日，他在青岛中能主场0比2不敌广州恒大的比赛中第一次获得首发机会。5月8日青岛中能主场迎战南昌衡源的比赛中，宋文杰第二次获得首发的机会，在上半场错失两个单刀球后，宋文杰下半场梅开二度，这是他首次在成年队比赛中取得进球。这两个进球也帮助青岛中能4比1击败对手。之后宋文杰又先后在青岛中能客场2比3不敌大连实德、主场1比0击败北京国安以及主客场双杀山东鲁能的比赛中取得进球。由于在联赛中的出色表现，他和球队另一名年轻前锋朱建荣一起被誉为中能90后双子星，并在2011赛季结束后当选为中国足球协会2011年度最佳新人。